# Módica
Módica es una ciudad italiana de la provincia de Ragusa, en el sur de Sicilia. Situada en la zona de los montes Ibleos, fue declarada Patrimonio de la Humanidad por la Unesco como parte de las ciudades del barroco tardío de Val di Noto. 

## Toponimia
El topónimo en italiano de la ciudad de Módica es Modica. En siciliano se la llama Muòrica. 

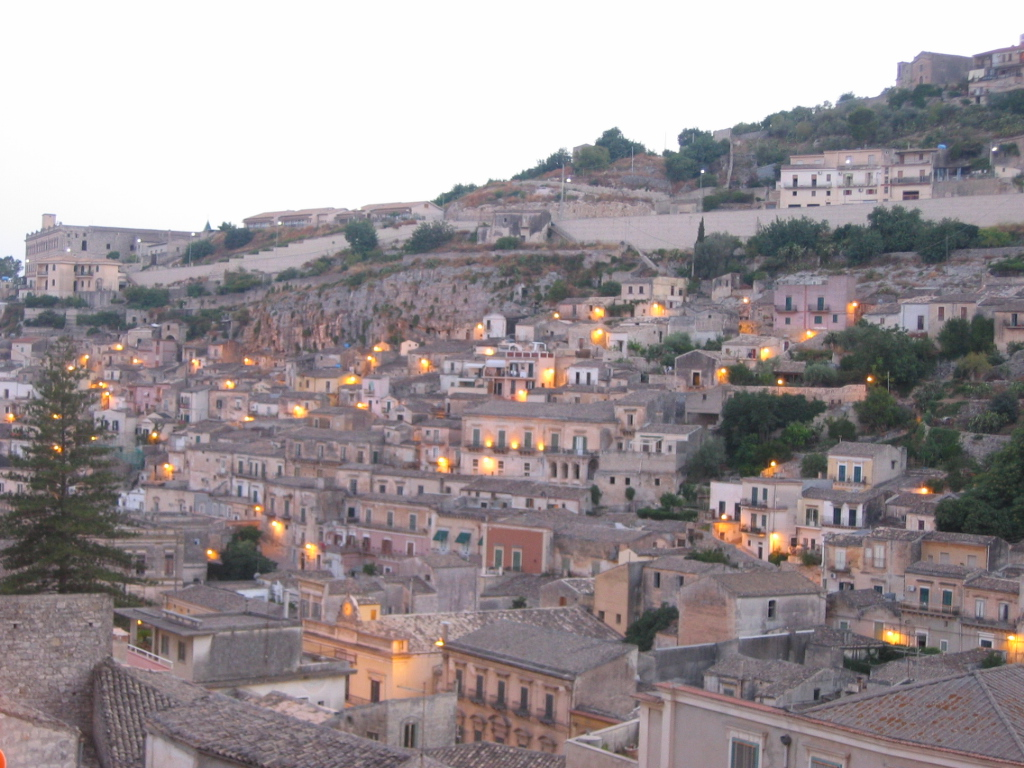
Paisaje vespertino de Módica.

## Historia
La ciudad fue fundada por los Siculi alrededor del siglo VII a. C., con el nombre de "Motyca", durante el período de colonización griega de Sicilia. Luego fue ocupada por los romanos que produjeron el crecimiento de la ciudad. En el año 845 la ciudad fue invadida por los normandos liderados por Roger I de Hauteville. Durante los siglos XIII y XIV estuvo bajo dominio español, con los condes de Gualtieri. Tal título y posición fue heredado en sucesión por otras seis familias nobles italianas, los Mosca, los Chiaramonte, los Cabrera, los Enríquez (Almirantes de Castilla y Duques de Medina de Rioseco), los Álvarez, y finalmente los Fitz-James Stuart. Sin embargo, durante las últimas tres dinastías el título de Conde había perdido significación y poder real, y Módica fue gobernada como el resto de Sicilia por el virrey español desde Palermo. Esta situación continuó hasta el siglo XVIII cuando Sicilia fue gobernada primero desde Viena, luego a finales del siglo XVIII y comienzos del XIX como parte del Reino de Sicilia, desde Nápoles. 
A través de los siglos el desarrollo de la ciudad la dividió gradualmente entre "Módica Alta" y "Módica Baja". Durante el último siglo la ciudad se ha extendido, desarrollando nuevos suburbios que incluyen Modica Sorda, Monserrato e Idria, que se mencionan habitualmente como "Módica moderna". Las zonas vieja y moderna de la ciudad se conectan actualmente mediante el puente más alto de Europa (126 metros).

## Demografía
| Gráfica de evolución demográfica de Módica entre 1861 y 2001 |
|                                                              |
| Fuente ISTAT - Elaboración gráfica por parte de Wikipedia    |

## Lugares de interés
Conforme la ciudad se fue desarrollando gradualmente quedó dividida en «Modica Alta» y «Modica Bassa». Durante el último siglo la ciudad se ha extendido y desarrollado nuevos suburbios que incluyen Sacro Cuore (o «Sorda»), Monserrato, Idria, a los que a menudo se refieren como «Módica Moderna»; tanto los barrios antiguos como los modernos están actualmente unidos por uno de los puentes más altos de Europa, el puente Guerrieri (126 m).
A pesar de haber sido afectada por los terremotos de 1613 y 1693 e inundaciones en 1833 y 1902, Módica muestra algunos de los más bellos ejemplos de arquitectura de la isla, dentro del estilo barroco siciliano. Forma parte del lugar Patrimonio de la Humanidad declarado por la Unesco en 2002 denominado «Ciudades del barroco tardío de Val di Noto», en concreto con el código 1024-004.

### Catedral de San Jorge
La catedral está dedicada a san Jorge, patrono de la ciudad. De fundación medieval, fue reconstruida después del seísmo de 1693. Si la ciudad de Noto es reconocida universalmente como capital del barroco de la Sicilia suroriental, la catedral de San Jorge en Módica viene a menudo señalado como el monumento símbolo del estilo arquitectónico tardo-barroco de este extremo de Italia. El historiador de arte Maurizio Fagiolo dell'Arco ha declarado que tal iglesia podría ser inscrita entre las siete maravillas del mundo barroco. 
La presencia de una iglesia en tal sitio se señala en documentos del archivo parroquial, comprendiendo incluso documentos de la cancillería papal, a partir de alrededor del año 1150, pero verosímilmente su primera edificación se debería, como el San Jorge de Paternò, directamente al conde Roger de Altavilla, a partir de la definitiva expulsión de los árabes de Sicilia, en torno al año 1090.
La imponente fachada con torre fue construida a partir del año 1702 y completada, en el coronamiento final, sólo en el año 1834. Una escenográfica escalinata de 164 escalones, datada del año 1818, conduce a los cinco portales del templo. La parte de la escalinata bajo la calle se proyectó en 1874 por el arquitecto Alessandro Cappellani Judica. Misterioso permanece el nombre del autor del proyecto original del siglo XVIII de la fachada, aunque los estudiosos piensan, considerando incluso la larga duración de los trabajos, que se produjo una reelaboración continua de la obra de los mejores arquitectos del siglo XVIII isleño, entre ellos Rosario Gagliardi y Paolo Labisi hacia la mitad del siglo, seguramente conocedores no superficiales del estilo barroco italiano e incluso europeo. 
En el interior de la iglesia, dedicada a los mártires San Jorge e Hipólito, se pueden admirar un grandioso órgano con 4 teclados, 130 registros y 5000 tubos, en perfecto funcionamiento, de finales del siglo XIX; una pintura de la escuela toscana, La Asumpta del manierista tardío Filippo Paladini (1610); una deliciosa pintura naïf en madera, La Natividad de Carlo Cane, del siglo XVI; una estupenda estatua de mármol, la Virgen de la Nieve del taller de Mancini y Berrettaro, de 1511; el grandioso políptico del altar mayor, compuesto de 10 tablas, pintadas quizá por el mesinés Girolamo Alibrandi en 1513, y que representa escenas de la Sagrada Familia y de la vida de Jesús, desde su nacimiento hasta la Resurrección y Ascensión, además de dos recuadros con las clásifas iconografías de los dos santos caballeros, San Jorge que derrota al dragón, y San Martín que divide su propio manto con Jesús, que se le presenta vestido de pobre. La datación y el autor del políptico, disputados por la difícil lectura de la tercera cifra sobre la pierna del caballo de san Martín, parecen confirmados por el hecho de que Girolamo Alibrandi, además de ser contemporáneo y conciudadano, era también cuñado de Giovanni Resalibra da Messina, el hábil intarsiatore y dorador de las cornisas y de toda la tribuna que contiene las 10 tablas que componen el políptico. Es la Iglesia más visitada de Modica.

### Convento de Santa Maria del Gesù

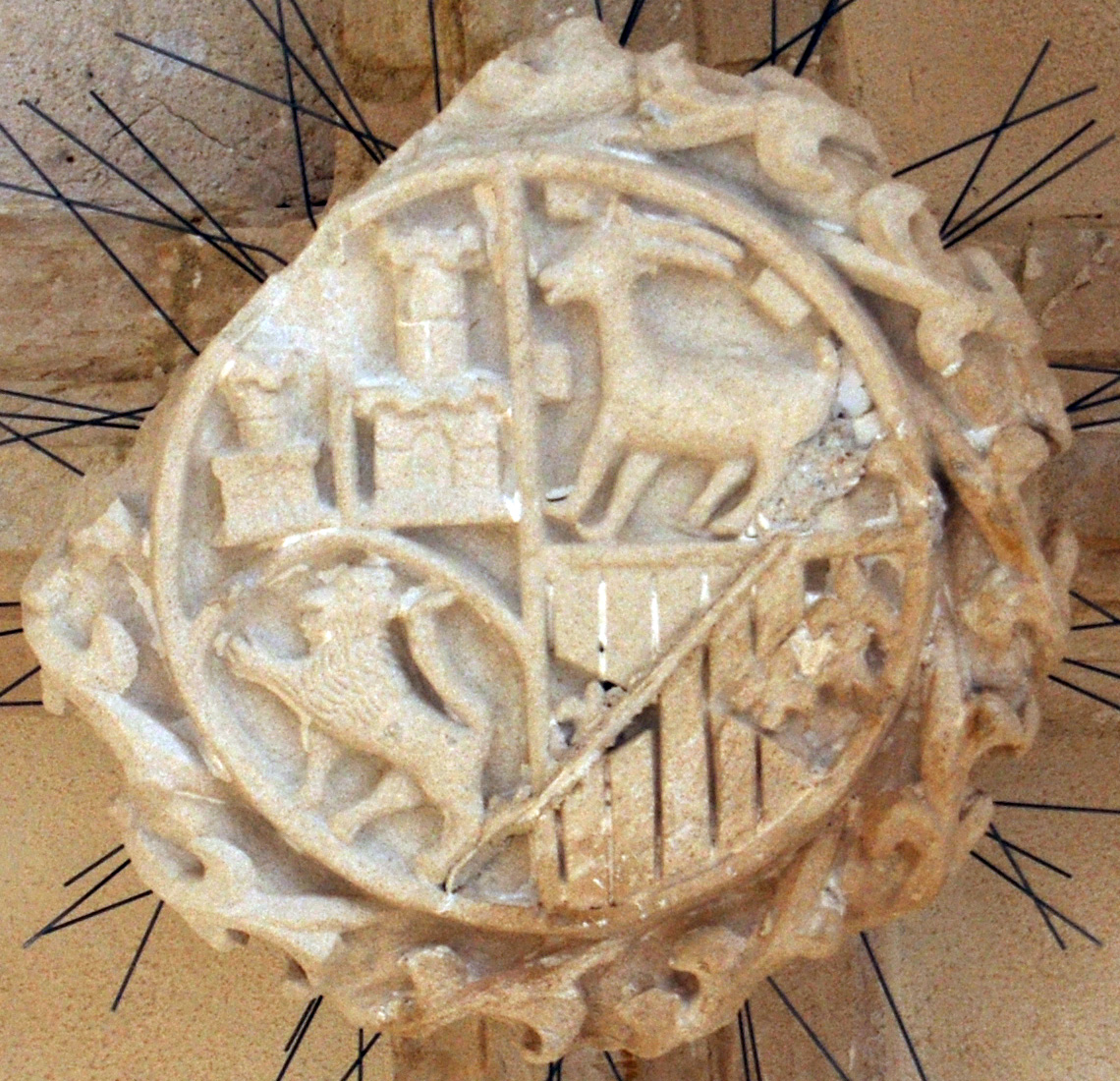
Estema de los condes Enríquez de Cabrera en el Claustro de Santa María de Jesús.

La iglesia de Santa María de Jesús (1478-1481) y el convento anejo (1478-1520), declarados Monumento Nacional, pertenecieron a los Franciscanos Menores Observantes y conservan un espléndido claustro a dos órdenes en estilo gótico-tardío, con columnas decoradas extraordinariamente con espigas, rosas y mil otras maneras diferentes, cada una divergida de las otras.

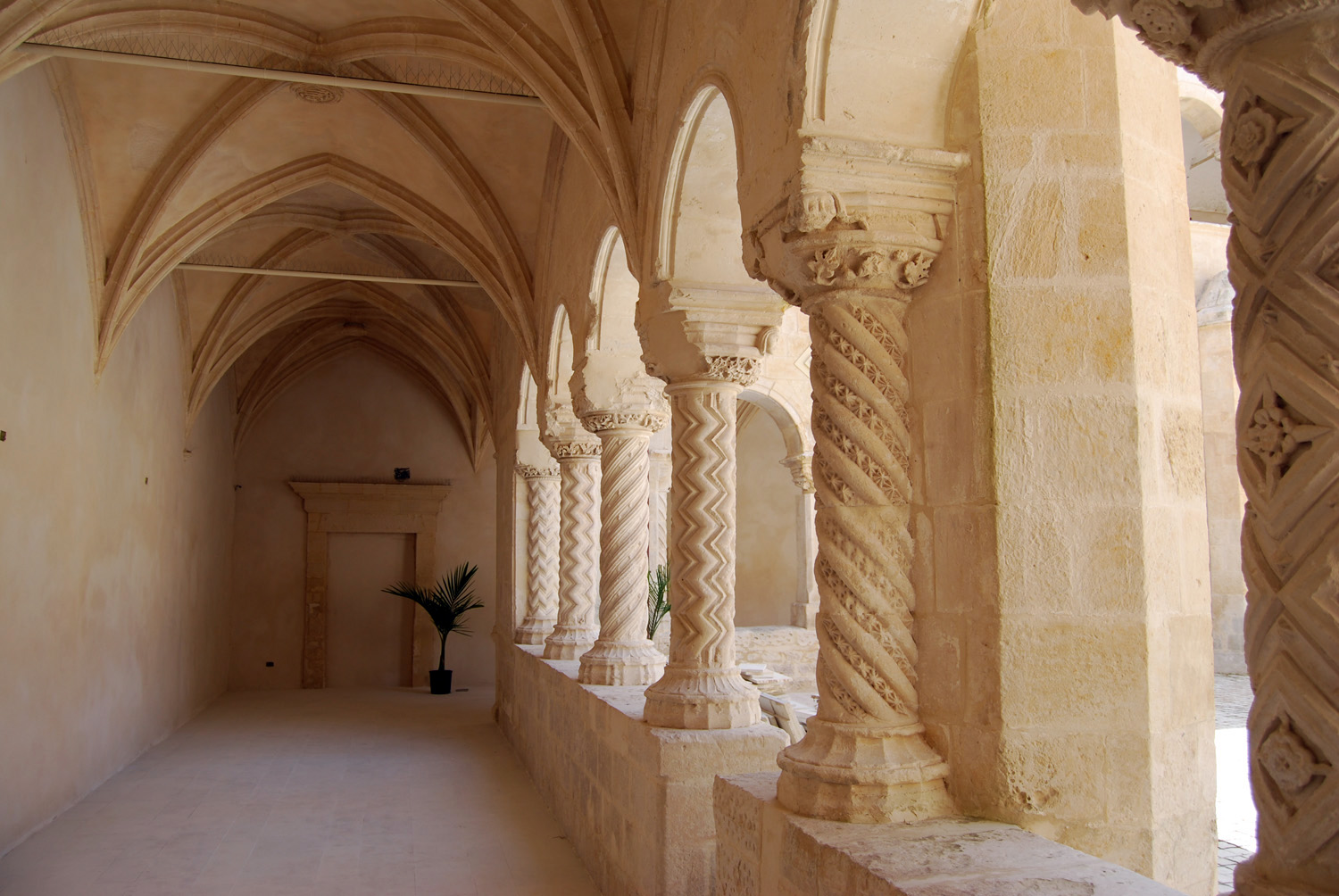
Claustro de Santa María de Jesús (1478-1481)

La Iglesia se construyó restaurando una preexistente iglesia franciscana ya presente al menos del 1343, por la voluntad y munificiencia de la condesa Juana Ximenes de Cabrera, al final de celebrar, en el enero de 1481, las bodas de su hija Ana de Cabrera con Fadrique Enríquez, primo del rey de Aragón Fernando el Católico. La iglesia y el convento actualmente se pueden visitar; el ex convento fue sede de prisión de 1865 sin 2010. La perspectiva de la iglesia es en estilo catalán plateresco. El importante vínculo de Módica con España se observa de las armas de los Condes de Cabrera y Enríquez, aún presentes en el claustro.

### Iglesia de San Pedro
Hay otra importante iglesia dedicada a San Pedro (San Pietro) en Modica Bassa, cuya fachada principal está coronada por un típico campanario barroco siciliano de 49 metros de alto.
Un documento del obispo de Siracusa atestigua la existencia de una iglesia en este lugar ya en 1396, por lo que la fecha de su primera edificación debe colocarse en los decenios en torno al año 1350. Dañada por el paso de los siglos y las frecuentes sacudidas telúricas en esta zona de alto riesgo sísmico, fue reconstruida varias veces, pero algunos elementos internos fueron salvados de la caída; se conserva incluso una capilla lateral dedicada a la Inmaculada, que lleva la fecha de 1620 inscrita, y que ha resistido incluso el posterior terremoto de 1693. Los trabajos de reconstrucción fueron dirigidos por dos sabios maestros locales, Rosario Boscarino de Módica y Mario Spada de Ragusa. Una bella escalinata con las estatuas de los doce apóstoles lleva a la sobria fachada. En el interior se conservan dos estatuas de mármol, una «Virgen de Trapani» atribuible a un alumno de Francesco Laurana, datable en torno a 1470, y una bellísima «Señora del Socorro» (1507), proveniente de la antigua iglesia de Santa María del Socorro (destruida en 1927 para construir el Instituto Magistrales), y atribuida a Giorgio da Milano, que trabajaba en Palermo en el taller de Domenico Gagini. El candelabro central, que cuelga sobre el altar mayor, es una notable labor de vidrio proveniente de Murano. el monumental órgano, obra de los hermanos Polizzi fue inaugurado en el año 1924, y tiene 3200 tubos, 32 registros y dos teclados.

### Castillo de los Condes de Módica
El castillo de los Condes de Módica (Castello dei Conti di Modica) se encuentra en la cima sobre una roca, construido en lo alto de un promontorio rocoso ha representado durante siglos la sede del poder político y administrativo de lo que fue el Condado de Módica. Era de hecho presidio fortificado militar y carcelario, residencia de los condes primero, del gobernados del condado en nombre del conde, después. Aquí se administraba también justicia, siendo sede de la Gran Corte, convertida desde 1816 en Tribunal civil y penal de I grado y Corte d'Assise, mientras la ciudad se convirtió en capital del Circondario della Intendenza, y la sede de todos los cargos permaneció en el castillo hasta el año 1865. Con la Unidad de Italia, fueron expulsados de sus conventos y monasterios las órdenes religiosas, y el castillo fue definitivamente abandonado, distribuyéndose los oficios entre los diversos conventos que quedaron disponibles. Desde el punto de vista monumental, el castillo, o lo que queda de él, nacido como fortificación rupestre, modificado en varias épocas entre los siglos VIII y XIX, se alza sobre un promontorio rocoso difíclmente atacable, con dos lados de tres constituidos por paredes a plomo. Al exterior se conserva una torre poligonal del siglo XIX. en el patio interno se pueden visitar las cárceles medievales, estancias escuadradas excavadas en la roca, luego la reciente iglesia de la Madonna del Medagliere (1930) surge sobre las ruinas de la iglesia de San Leonardo y, en fin, lo que queda de la pequeña iglesia de San Cataldo, más tres nichos de campanas hoy tapiadas al exterior. Caída a causa del terremoto de 1693, o demolida para permitir el desarrollo urbanístico de la zona, casi nada queda de las cinco torres, de las cuatro puertas y del recinto amurallado del antiguo edificio.

### Otros lugares de interés

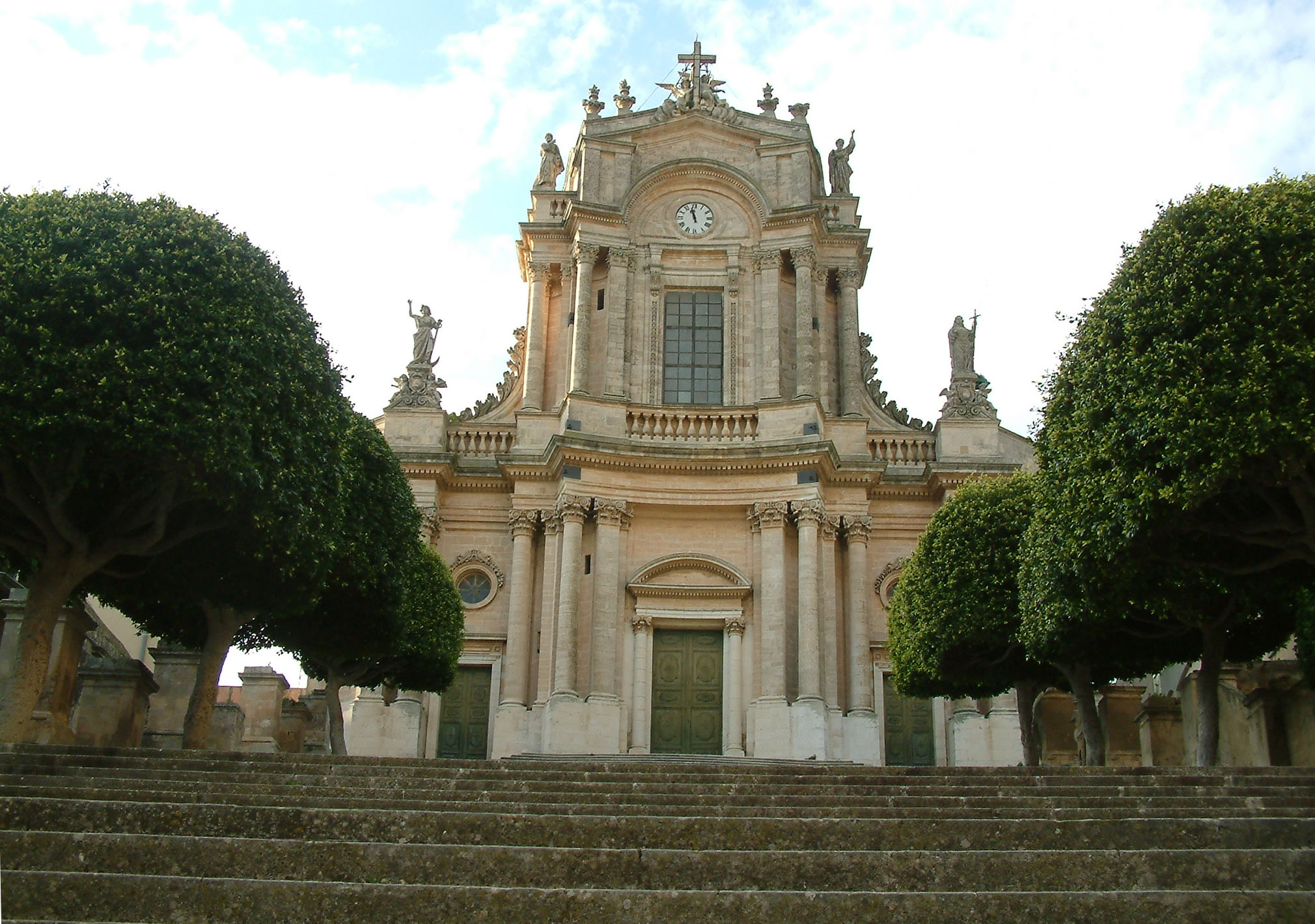
Iglesia de San Juan Evangelista en Módica (Sicilia), edificada ya en el siglo, pero reconstruida en el curso del siglo en estilo barroco.

Hay muchas otras iglesias y palacios de interés en Módica, entre los cuales cabe citar:
- La iglesia del Carmen (Chiesa del Carmine), de estilo gótico del siglo XV, sobrevivió al terremoto de 1693.
- La iglesia de Santa María de Belén (Chiesa di S. Maria di Betlem) es una de las tres antiguas colegiatas, habiendo sobrevivido al terremoto de 1693 la capilla Cabrera del siglo XVI; tiene un belén monumental permanente de 1882.
- Iglesia rupestre de San Nicolás Inferior. Presenta frescos sobre la roca, en estilo bizantinizante, datable entre el s. XI y el XIV; se trata de una caverna artificial, en pleno centro de la ciudad.
- Casa natal de Salvatore Quasimodo. El 20 de agosto de 1901 nació en ella el poeta, Premio Nobel de Literatura en 1959. Adquirida por el municipio, la casa puede visitarse.
- Palazzo Polara (siglo XVIII), a la izquierda de la catedral de San Jorge. Tiene en el frontón el emblema de la familia, con la Estrella Polar, espléndida construcción en estilo barroco tardío.
- Iglesia de San Juan Evangelista (Chiesa di S. Giovanni Evangelista), con fachada reconstruida a finales del siglo XIX, rica en estucos.
- Palazzo Napolino/Tommasi Rosso (s. XVIII).
- Antiguo convento de los Frati Carmelitani (s. XVIII).
- Antigua iglesia de S. Giovanni Battista dei Cavalieri di Malta, actual Auditorium Pietro Floridia.

## Economía
La economía regional es principalmente agrícola, con producción de oliva, legumbres, cereales y ganado. En los últimos años se han radicado industrias textiles, de mobiliario y automotrices. Obviamente el turismo representa un factor económico importante. 